# Якоб, Людвиг Кондратьевич
Людвиг Кондратьевич Якоб (нем. Ludwig Heinrich von Jakob) (1759—1827) — экономист, обществовед, философ; член-корреспондент Петербургской академии наук (1810), профессор Харьковского университета.

## Биография
Родился 26 февраля 1759 года в Веттине (Магдебургское герцогство в Пруссии).
Окончив в 1777 году Магдебургскую гимназию, поступил в Галльский университет, где изучал филологию, историю, математику, философию, педагогику и богословие. Выдержав установленный экзамен и защитив в 1785 году диссертацию «De allegoria Homerica», был удостоен звания доктора философии и избран доцентом философии. В 1789 году он был избран экстраординарным профессором Галльского университета, а в 1791 году — ординарным профессором.
Его курсы по философии не пользовались популярностью. Являясь сторонником Канта, он невысоко ценил учения Фихте и Шеллинга, которыми тогда увлекалась молодёжь. Оставив преподавание философии, он обратился к общественным и экономическим наукам и его лекции сразу привлекли многочисленную аудиторию и получил письменную благодарность от прусского короля. Он был одним из первых, кто распространял идеи Адама Смита в Германии.
В 1801—1804 годах был ректором Галльского университета.
За свои сочинения «О бессмертии души» и «Сущность Бога» он получил высшие награды от Лейденского и Гарлемского учёных обществ. По составленным им компендиумам логики, математики, психологии и естественного права эти предметы преподавались не только во всех немецких университетах, но и в Дании и Венгрии. Его сочинение «Общая религия» имело такой успех, что 2500 экземпляров его разошлись в несколько дней и пришлось печатать второе издание.
После того, как декретом Наполеона I Галльский университет в 1806 году был закрыт, Людвиг Генрих фон Якоб принял приглашение в Россию и в 1807 году был избран «в профессоры публичные ординарные дипломатики и политической экономии» Харьковского университета. В 1808—1810 годах он также преподавал немецкую словесность.
В Харькове Л. К. Якоб продолжил свои научные работы. Он издал на немецком языке сочинение по политическому праву «Grundsätze der Policeygesetzgebung und der Policeyanstalten», в котором сильно критиковал крепостное право. Против крепостного права Людвиг Кондратьевич выступил и в другом своём сочинении, написанном на тему, предложенную Императорским вольно-экономическим обществом, «О сравнительной выгодности крепостного права и вольнонаёмного труда». За эту работу он получил на конкурсе высшую награду — большую золотую медаль в 100 червонцев.
В 1809 году представил императору Александру своё сочинение о бумажных деньгах после чего был вызван в Петербург и назначен членом по финансовой части в комиссии о законах. Здесь он сблизился со Сперанским. С 1811 года служил при Министерстве финансов. Реализация его предложений по реформе пошла не так, как он себе представлял и в 1816 году Якоб оставил Россию, поселившись снова в Галле и снова став профессором во вновь открывшемся Галльском университете.
Умер 22 июля 1827 года в Бад-Лаухштедте, близ Галле.
По своим убеждениям и взглядам Людвиг Кондратьевич Якоб оказался передовым деятелем в современном ему русском обществе, защитником идеи свободы во всех её проявлениях — в жизни гражданской, социальной и особенно в сфере умственной.

## Семья
Был женат на Н. Н. Дрейссиг из Галле. У них родились сын и три дочери:
- Юлия, была замужем за Карлом Лёве
- Тереза (1797—1870), писательница, переводчик сербских народных песен; в 1828 году вышла замуж за Эдварда Робинсона
- Эмилия (1794—1869), была замужем за Адольфом Шлюссером